# Gennifer Choldenko
Gennifer Choldenko (née le 20 octobre 1957 à Santa Monica en Californie, États-Unis) est une écrivaine américaine.

## Biographie
Gennifer Choldenko a remporté la médaille Newbery. Spécialisée dans la littérature pour enfants et adolescents, elle réside depuis 1992 à San Francisco.